# Dicranota (Plectromyia) kulshanensis
Dicranota (Plectromyia) kulshanensis is een tweevleugelige uit de familie Pediciidae. De soort komt voor in het Nearctisch gebied.